# 普雷克薩湖

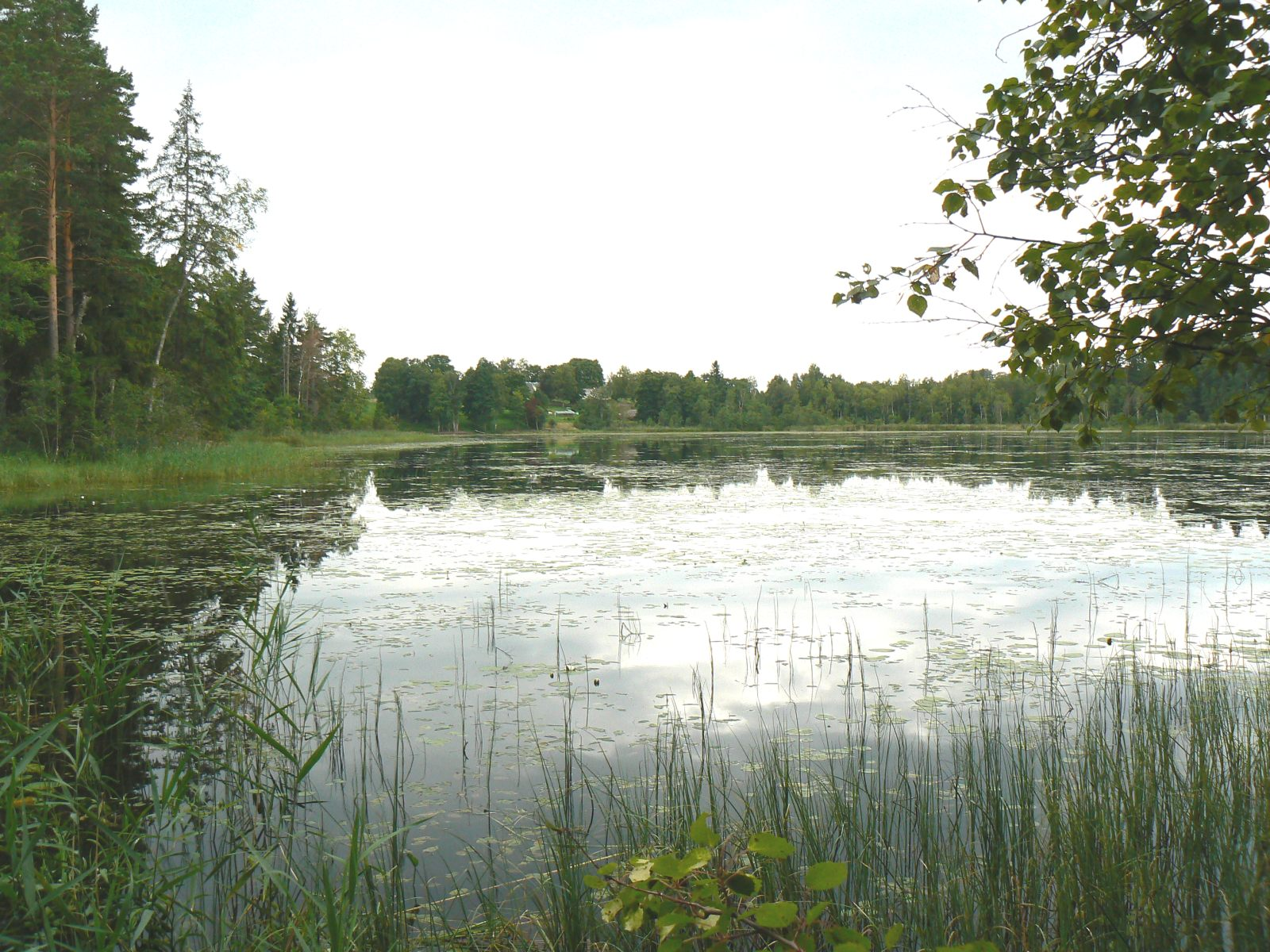
普雷克薩湖

普雷克薩湖是愛沙尼亞東南部沃魯縣勒乌格市镇内的湖泊，距離魯斯梅埃村4.5公里，面積0.15平方公里，海拔高度183米，最大水深4.8米。